# Tríptico dos Setubalenses Ilustres
O Tríptico dos Setubalenses Ilustres é um tríptico da autoria do pintor Luciano dos Santos (Setúbal, 25 de março de 1911 - Lisboa, 12 de dezembro de 2006) que se encontra colocado no Salão Nobre dos Paços do Concelho da Câmara Municipal de Setúbal de Setúbal

## Estrutura
O tríptico é constituído pelo painel dos religiosos (lado esquerdo), pelo painel central e pelo painel dos artistas (lado direito).

## Painéis

### Painel dos religiosos
- Padre Joaquim Silvestre Serrão
- D. Pedro Fernandes Sardinha
- D. Gonçalo Pinheiro
- Frei João Pinheiro
- Frei Agostinho da Cruz

### Painel central
- Luísa de Aguiar Todi
- Vasco Mouzinho de Quebedo
- João Soares de Brito de Barros e Vasconcelos
- Chanceler Jorge de Cabedo
- Manuel Maria Barbosa du Bocage
- António Rodrigues da Costa
- Rodrigo Ferreira da Costa
- Vicente José de Carvalho
- Manuel Maria Portela
- Manuel Fran Paxeco
- Fernando Garcia
- António Maria Eusébio, o Calafate
- Ao fundo do painel central (centro-direita) estão representados dois cavaleiros da Ordem de Santiago, numa alegoria à concessão do foral à vila de Setúbal, em 1249, por esta Ordem.[3]
- Igualmente ao fundo do painel central (esquerda) estão representados uma caravela e um conjunto de navegadores, assinalando a presença dos setubalenses a bordo das embarcações no período dos Descobrimentos.

## Painel dos artistas
- Morgado de Setúbal
- João Vaz
- José Maria Pereira Júnior - Pereira Cão
- Frederico Nascimento
- João Gomes Cardim
- Plácido Stichini